# Енциклопедія Канадіана

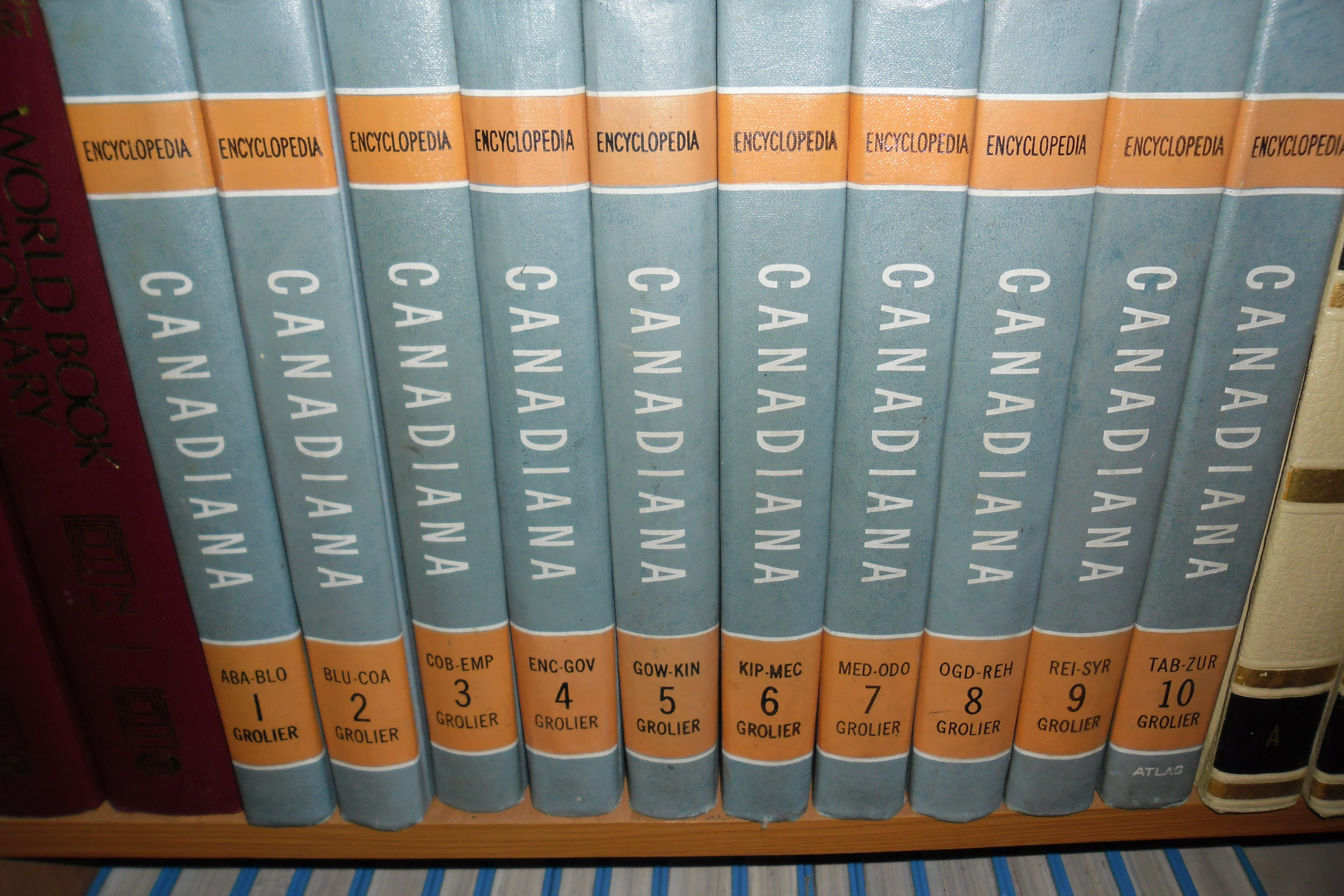
Енциклопедія Канадіана.

Енциклопедія Канадіана (англ. Encyclopedia Canadiana) — входить до особливої групи енциклопедій присвячених опису континентів і країн (країнознавчі енциклопедії). Канадіана знайомить з природою, населенням, народним господарством охороною здоров'я, культурою тощо Канади.
Перше видання: Encyclopedia Canadiana. (editor-in-chief: John E. Robbins) Ottawa : Canadiana Company, 1957–1958. — vol. 1-10. LCCN: 57059196
Наступні видання: Encyclopedia Canadiana. (editor-in-chief: Kenneth H. Pearson) Toronto : Grolier of Canada, 1975. — vol. 1-10. ISBN 0717216020